# Atanyjoppa rufomaculata
Atanyjoppa rufomaculata là một loài tò vò trong họ Ichneumonidae.